# Bobo Motion
Bobo Motion è un album di Willie Bobo, pubblicato dalla Verve Records nel 1967.

## Tracce
Lato A
1. Up, Up & Away – 1:56 (Jimmy Webb) – Registrato il 27 luglio 1967 a New York
2. Ain't That Right – 2:35 (Arthur Sterling) – Registrato il 27 luglio 1967 a New York
3. Midnight Sun – 2:08 (Sonny Burke, Lionel Hampton, Johnny Mercer) – Registrato il 27 luglio 1967 a New York
4. Cute – 1:52 (Neal Hefti) – Registrato il 20 luglio 1967 a New York
5. I Don't Know – 2:32 (Sonny Henry) – Registrato il 27 luglio 1967 a New York
6. Tuxedo Junction – 2:15 (Erskine Hawkins, William Johnson, Julian Dash, Buddy Feyne) – Registrato il 20 luglio 1967 a New York

Lato B
1. Evil Ways – 2:40 (Sonny Henry) – Registrato il 27 luglio 1967 a New York
2. Show Me – 2:15 (Joe Tex) – Registrato il 27 luglio 1967 a New York
3. Black Coffee – 2:42 (Sonny Burke, Paul Francis Webster) – Registrato il 20 luglio 1967 a New York
4. Night Walk – 3:05 (Steve Huffsteter) – Registrato il 20 luglio 1967 a New York
5. La Bamba – 2:07 (Brano tradizionale) – Registrato il 20 luglio 1967 a New York

## Musicisti
- Willie Bobo - timbales
- Sconosciuto - tromba
- Sconosciuto - sassofono tenore
- Sconosciuto - contrabbasso
- Sconosciuto - congas
- Sconosciuto - bongos
- Sconosciuto - cowbells
- Sconosciuto - gourd
- Sconosciuto - cymbals
- Bert Keyes - arrangiamenti (brani A1, A3, A4, A6, B2, B3 & B5)
- Sonny Henry - arrangiamenti (brani A2, A5, B1 & B4)